# Curva de luz

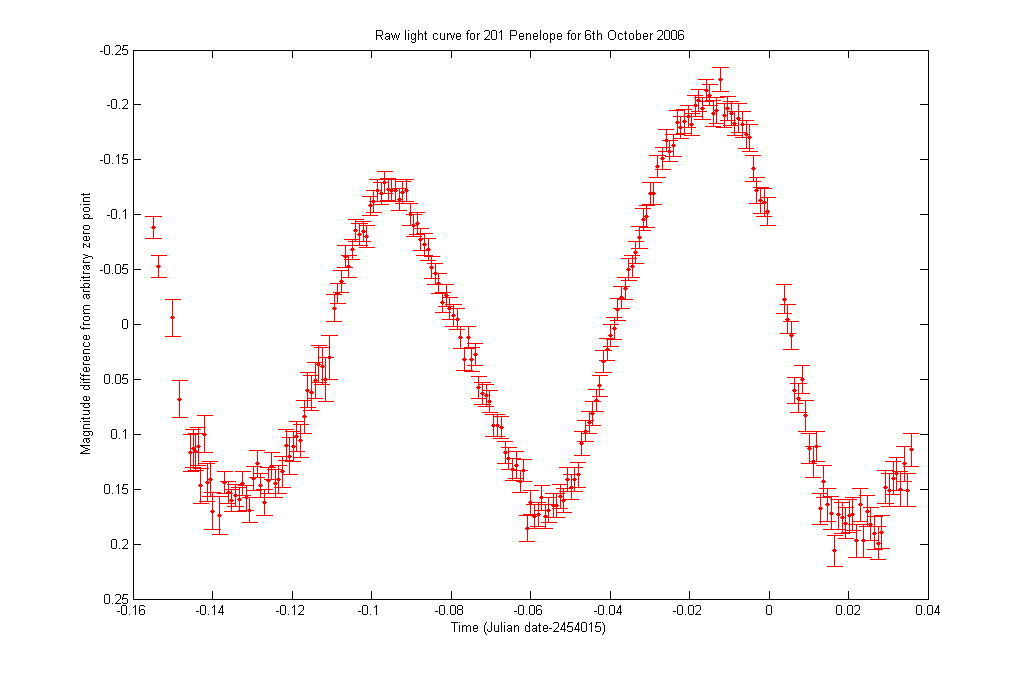
Curva de luz do asteroide 201 Penelope, baseado em imagens tomadas em 6 de outubro de 2006.

Na astronomia, curva de luz é o gráfico da intensidade de uma certa onda eletromagnética de um objeto celeste, com o passar do tempo. Curvas de luz podem ser periódicas, tais como em binárias eclipsantes, ou aperiódica, como em uma nova. O estudo da curva de luz, em conjunto com outras observações, pode revelar informações consideráveis sobre processos físicos que produzem tal curva.